# Wladimir Alexandrowitsch Krasnow

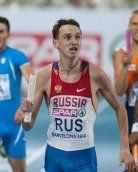
Krasnow 2010 in Barcelona

Wladimir Alexandrowitsch Krasnow (russisch Владимир Александрович Краснов, engl. Transkription Vladimir Krasnov; * 19. August 1990 in Bratsk, Russische SFSR, UdSSR) ist ein russischer Sprinter, der sich auf den 400-Meter-Lauf spezialisiert hat.
Bei den Leichtathletik-Jugendweltmeisterschaften 2007 gewann er die Bronzemedaille.
2010 wurde er Russischer Meister. Bei den Leichtathletik-Europameisterschaften 2010 wurde er Vierter im Einzelwettbewerb und sicherte dann als Schlussläufer in der 4-mal-400-Meter-Staffel die Goldmedaille für das russische Team. Bei den Olympischen Spielen 2012 wurde er mit der Staffel Fünfter.
Im März 2013 gewann er bei den Leichtathletik-Halleneuropameisterschaften 2013 im schwedischen Göteborg die Silbermedaille in der 4-mal-400-Meter-Staffel.

## Persönliche Bestzeiten
- 400 m: 45,12 s, 11. Juni 2010, Jerino
  - Halle: 44,86 s, 3. März 2012, Saransk